# Pseudocleobis
Genre
Synonymes
- Tetracleobis Roewer, 1934

Pseudocleobis est un genre de solifuges de la famille des Ammotrechidae.

## Distribution
Les espèces de ce genre se rencontrent en Amérique du Sud.

## Liste des espèces
Selon Solifuges of the World (version 1.0) :
- Pseudocleobis alticola Pocock, 1900
- Pseudocleobis andinus (Pocock, 1899)
- Pseudocleobis arequipae Roewer, 1959
- Pseudocleobis bardensis Maury, 1976
- Pseudocleobis calchaqui Maury, 1983
- Pseudocleobis chilensis Roewer, 1934
- Pseudocleobis hirschmanni Kraepelin, 1911
- Pseudocleobis huinca Maury, 1976
- Pseudocleobis ilavea Roewer, 1952
- Pseudocleobis levii Maury, 1980
- Pseudocleobis morsicans (Gervais, 1849)
- Pseudocleobis mustersi Maury, 1980
- Pseudocleobis orientalis Maury, 1976
- Pseudocleobis ovicornis Lawrence, 1954
- Pseudocleobis peruviana Roewer, 1957
- Pseudocleobis puelche Maury, 1976
- Pseudocleobis solitarius Maury, 1976
- Pseudocleobis tarmana Roewer, 1952
- Pseudocleobis titschacki (Roewer, 1942)
- Pseudocleobis truncatus Maury, 1976

et décrites ou placées depuis :
- Pseudocleobis mauryi Iuri, 2022
- Pseudocleobis patagonicus (Roewer, 1934)
- Pseudocleobis profanus Iuri, 2022

## Systématique et taxinomie
Ce genre a été décrit par Pocock en 1900.
Tetracleobis a été placé en synonymie par Maury en 1976.

## Publication originale
- Pocock, 1900 : « On some new or little known Thelyphonidae and Solifugae. » The Annals and Magazine of Natural History, sér. 7, vol. 5, p. 294-306 (texte intégral).